# Colletorto
Colletorto ist eine italienische Gemeinde (comune) mit 1648 Einwohnern (Stand 31. Dezember 2023) in der Provinz Campobasso in der Region Molise.

## Geografie
Die Gemeinde liegt etwa 23 Kilometer ostnordöstlich von Campobasso. Der Fortore bildet die südöstliche Gemeindegrenze.

## Geschichte
1273 wird der Ort in einem Schreiben Papst Bonifatius’ VIII. erstmals urkundlich erwähnt. 1320 taucht der Ort erneut als collis Tortus auf.

## Gemeindepartnerschaften
Colletorto unterhält eine Partnerschaft mit der französischen Gemeinde Saint-Yrieix-sur-Charente im Département Charente.